# Jiří Zedníček
Jiří Zedníček (ur. 14 lutego 1945 w Pradze) – czeski koszykarz, występujący na pozycji rozgrywającego, olimpijczyk.
Po zakończeniu kariery sportowej pełnił funkcję Przewodniczącego Czechosłowackiej Federacji Koszykówki (1990–1992), Przewodniczącego Czeskiej Federacji Koszykówki (1994–1998), Wiceprezesa Czeskiego Komitetu Olimpijskiego Ekonomii i Marketingu (2005–2008).

## Osiągnięcia
Na podstawie, o ile nie zaznaczono inaczej.
Drużynowe
- 7-krotny mistrz Czechosłowacji (1965, 1966, 1969, 1970, 1971, 1972, 1974)
- Wicemistrz:
  - Pucharu Europy Mistrzów Krajowych (1966)
  - Czechosłowacji (1963, 1964, 1967, 1968, 1973, 1976, 1977)
- Brązowy medalista mistrzostw Czechosłowacji (1975, 1978)
- 3. miejsce w Pucharze Europy Mistrzów Krajowych (1971)
- 4. miejsce w Pucharze Europy Mistrzów Krajowych (1967, 1970)
- Zdobywca Pucharu Europy Zdobywców Pucharów (1969)
- Finalista Pucharu Europy Zdobywców Pucharów (1968)

Indywidualne
- 5-krotny uczestnik FIBA All-Star Games (1966, 1967, 1969, 1971, 1972)
- Lider strzelców finałów Pucharu Europy Zdobywców Pucharów (1969)
- Wybrany do Czeskiej Galerii Sław koszykówki (2013)

Reprezentacja
Drużynowe
- Wicemistrz Europy (1967)
- Brązowy medalista mistrzostw Europy (1969)
- Uczestnik:
  - mistrzostw świata (1970 – 6. miejsce, 1974 – 10. miejsce)
  - mistrzostw Europy (1965 – 7. m, 1967, 1969, 1971 – 5. m, 1973 – 4. m)
  - igrzysk olimpijskich (1972 – 8. m)
  - mistrzostw Europy U–18 (1964 – 5. m)

Indywidualne
- MVP Eurobasketu (1967)
- Zaliczony do I składu mistrzostw Europy (1967)